# Blood Red Sky
Pour plus de détails, voir Fiche technique et Distribution.
Blood Red Sky, ou Ciel rouge sang au Québec, est un film américano-allemand coécrit et réalisé par Peter Thorwarth, sorti en 2021.

## Synopsis
Nadja est tombée malade à la suite d'une morsure par une créature inconnue, une nuit où son mari et elle étaient tombés en panne à proximité d'un bois. Sa maladie est sous contrôle, mais elle doit s'injecter régulièrement des médicaments de façon à préserver son sang. Elle doit rencontrer un médecin aux États-Unis, qui lui promet une thérapie par rayons censée stabiliser ou inverser sa pathologie.
Nadja embarque donc pour un vol Düsseldorf - New York, avec son fils Elias pour se rendre à son rendez-vous. Mais en plein ciel, des pirates de l'air prennent le contrôle de l'avion. Alors que Nadja se lève pour suivre et ramener son fils qui tente de se cacher dans un coin de l'avion, elle est abattue par l'un des terroristes, qui la laissent pour morte, sans se douter qu'elle a survécu. Nadja va dès lors utiliser ses capacités pour reprendre le contrôle de l'avion.

## Fiche technique
Sauf indication contraire, les informations mentionnées dans cette section peuvent être confirmées par la base de données cinématographiques IMDb,  présente dans la section « Liens externes ».
- Titre original et français : Blood Red Sky
- Titre québécois : Ciel rouge sang
- Titre de travail : Transatlantic 473
- Réalisation : Peter Thorwarth
- Scénario : Stefan Holtz et Peter Thorwarth
- Musique : Dascha Dauenhauer (de)
- Direction artistique : Jan Kalous
- Décors : Uwe Stanik
- Costumes : Dvorakova Terezie
- Photographie : Yoshi Heimrath
- Montage : Knut Hake
- Production : Christian Becker et Benjamin Munz
- Sociétés de production : Rat Pack Filmproduktion ; Sirena Film (coproduction)
- Société de distribution : Netflix
- Pays de production :  Allemagne /  États-Unis
- Langues originales : allemand, anglais, arabe
- Genres : horreur ; action, thriller
- Durée : 122 minutes
- Date de sortie : Monde : 23 juillet 2021
- Interdit aux moins de 12 ans

## Production
Le tournage a lieu au studio de Zličín à Prague, en Tchéquie, du 3 mars au 17 septembre 2020. Il se déroule également dans différents aéroports, dont ceux de Smilkov, Heřmaničky, Arneštovice et Brno, pour servir de décors de l'aéroport de Francfort-sur-le-Main, en Allemagne, et de l'aéroport international de Keflavík, en Islande. En septembre de la même année, on apprend qu'il est suspendu en raison d'un test positif à la Covid-19.